# Latrepirdin
Latrepirdin (dimebolin, Dimebon) je antihistamin koji je u kliničkoj upotrebi u Rusiji od 1983.
U toku su istraživanja njegove potencijalne primene kao neuroprotektivnog leka u borbi protiv Alchajmerove bolesti, kao i mogućnosti nootropne upotrebe. Jedna od kliničkih studija u faze III za Alcheimerovu bolesti je utvrdila da on nije koristan. Tri druge studije su u toku. Kliničko ispitivanje za Hantingtonovu bolest nije bilo uspešno.

## Farmakologija
Latrepirdin ima više mehanizama dejstva. On blokira dejstvo neurotoksičnih beta-amiloidnih proteina, inhibira L-tip kalcijumov kanal|kalcijumove kanale, modulara dejstvo AMPA i NMDA glutamatnih receptora, i može da ispolji neuroprotektivno dejstvo putem blokiranja bioloških meta koje učestvuju u permeabilnosti mitohondrijalnih pora, za koje se smatra da doprinose ćelijskom izumiranju vezanom za neurodegenerativne bolesti i proces starenja. On takođe blokira brojne druge receptore, uključujući α-adrenergičkai, , , i . Latrepirdin nema antiholinergičko dejstvo.